# 边云波
边云波（1925年3月12日—2018年2月14日）中国基督教传道人、长诗《献给无名的传道者》作者。
边云波是河北人，生於1925年3月12日。1937年12岁时抗战爆发，流亡外地，因日军轰炸而支氣管受傷。1944年19岁读高中时，因內地會女传教士吳詠秋小姐（Doris E Onion）的工作，而重生得救，在汉水受洗。1945年，在大后方的重庆沙坪坝，考入中央大学教育系，并参加中央大学基督徒团契。大学一年级时，他参加了赵君影牧师发起的全国基督徒学生夏令会，会上成立了全国各大学基督徒学生联合会。他深受感召，立志放弃个人梦想，献身作传道人。第二年曾休学一年，去陕西洋县，组织学生团契。1948年23岁大学毕业，同年10月，创作六百多行的长诗《献给无名的传道者》。这首长诗在十年後，由前学联会副总干事艾得理牧师在香港出版，对六十年代海外华人教会产生巨大影响。冬天，边云波组成边疆布道团，前往云南少数民族地区传扬福音。1950年，边云波又在昆明建立教会，人数仅次于陈恪三（陈若天）带领的基督徒聚会处。1952年，边云波因退出三自，而被《云南日報》點名批判，被迫离开云南。1953年前往北京，加入王明道带领的史家胡同基督徒会堂，幫助王明道從事文字工作。1955年因王明道反革命集团案被捕，1956年释放。1958年王明道夫妇第二次被捕，边云波也参加劳改。1987年平反获释。晚年曾定居美国底特律，并在各地讲道。2018年2月14日，边云波在中国宁波去世，享年93岁。

## 家庭
妻子白耀轩（-2001年）

## 著作
- 长诗《献给无名的传道者》，1948年10月
- 《残年忆史》，2015年